# 罗马尼亚网球联合会
罗马尼亚网球联合会（羅馬尼亞語：Federația Română de Tenis，简称FRT），是罗马尼亚的网球管理机构，成立于1912年，并在同年成为国际网球联合会（ITF）的成员。该协会总部位于布加勒斯特，现任主席为前罗马尼亚网球选手伊翁·提里亞克。
罗马尼亚网球联合会还组织管理罗马尼亚戴维斯杯代表队和罗马尼亚比利·简·金杯代表队。